# Saison 2010-2011 du Poitiers Basket 86
La saison 2010-2011 du Poitiers Basket 86 permet au club de disputer le championnat de France de Pro A et la coupe de France. Il s'agit de la seconde saison du club en Pro A.

## Effectif professionnel
L'équipe subit de nouveau peu de changements pour la saison 2010-2011 : le club ne perd que deux joueurs, Sylvain Maynier pour retraite et Lamine Kante. L'effectif est complété par les arrivées de Carl Ona Embo et du jeune espoir Evan Fournier. Au cours de la saison, la blessure du capitaine Guillaume Costentin oblige Poitiers à faire appel à de nouveaux joueurs. C’est d’abord Robert Conley qui rejoint Poitiers avant de laisser sa place à Antonio Grant que le club conserve finalement jusqu’à la fin de la saison.

## Les rencontres du championnat de Pro A
| Date       | Journée     | Match                           | Score   | Salle                                   |
| ---------- | ----------- | ------------------------------- | ------- | --------------------------------------- |
| 09.10.2010 | 1re journée | Hyeres-Toulon - Poitiers        | 68 - 64 | Espace 3000, Hyeres                     |
| 16.10.2010 | 2e journée  | Poitiers - Paris-Levallois      | 63 - 75 | Les Arènes, Poitiers                    |
| 23.10.2010 | 3e journée  | Nancy - Poitiers                | 76 - 69 | Palais des Sports, Nancy                |
| 30.10.2010 | 4e journée  | Poitiers - Limoges              | 73 - 65 | Les Arènes, Poitiers                    |
| 06.11.2010 | 5e journée  | Gravelines-Dunkerque – Poitiers | 94 - 60 | Sportica, Gravelines                    |
| 13.11.2010 | 6e journée  | Poitiers – Vichy                | 67 - 62 | Salle Saint-Eloi, Poitiers              |
| 20.11.2010 | 7e journée  | Orléans – Poitiers              | 88 - 81 | Palais des Sports, Orléans              |
| 27.11.2010 | 8e journée  | Lyon-Villeurbanne – Poitiers    | 66 - 64 | Astroballe, Villeurbanne                |
| 04.12.2010 | 9e journée  | Poitiers – Pau-Lacq-Orthez      | 72 - 86 | Les Arènes, Poitiers                    |
| 11.12.2010 | 10e journée | Roanne – Poitiers               | 88 - 76 | Halle André Vacheresse, Roanne          |
| 17.12.2010 | 11e journée | Poitiers – Le Havre             | 63 - 54 | Salle Saint-Eloi, Poitiers              |
| 02.01.2011 | 12e journée | Strasbourg – Poitiers           | 64 - 62 | Rhénus Sport, Strasbourg                |
| 08.01.2011 | 13e journée | Poitiers – Chalon/Saône         | 70 - 61 | Salle Saint-Eloi, Poitiers              |
| 15.01.2011 | 14e journée | Le Mans – Poitiers              | 85 - 80 | Antares, Le Mans                        |
| 22.01.2011 | 15e journée | Poitiers – Cholet               | 67 - 65 | Salle Saint-Eloi, Poitiers              |
| 29.01.2011 | 16e journée | Paris-Levallois – Poitiers      | 85 - 79 | Palais des Sports, Levallois            |
| 05.02.2011 | 17e journée | Poitiers – Nancy                | 69 - 61 | Salle Saint-Eloi, Poitiers              |
| 18.02.2011 | 18e journée | Limoges – Poitiers              | 76 - 85 | Palais des Sports de Beaublanc, Limoges |
| 26.02.2011 | 19e journée | Poitiers – Gravelines-Dunkerque | 74 - 80 | Les Arènes, Poitiers                    |
| 05.03.2011 | 20e journée | Vichy – Poitiers                | 92 - 74 | Palais des Sports, Vichy                |
| 12.03.2011 | 21e journée | Poitiers – Orléans              | 68 - 70 | Les Arènes, Poitiers                    |
| 19.03.2011 | 22e journée | Poitiers – Lyon-Villeurbanne    | 76 - 82 | Les Arènes, Poitiers                    |
| 25.03.2011 | 23e journée | Pau-Lacq-Orthez – Poitiers      | 73 - 76 | Palais des Sports, Pau                  |
| 02.04.2011 | 24e journée | Poitiers – Roanne               | 80 - 77 | Les Arènes, Poitiers                    |
| 10.04.2011 | 25e journée | Le Havre – Poitiers             | 74 - 59 | Docks Océane, Le Havre                  |
| 16.04.2011 | 26e journée | Poitiers – Strasbourg           | 71 - 66 | Salle Saint-Eloi, Poitiers              |
| 23.04.2011 | 27e journée | Chalon/Saône – Poitiers         | 74 - 75 | Le Colisée, Chalon/Saône                |
| 30.04.2011 | 28e journée | Poitiers – Le Mans              | 82 - 88 | Salle Saint-Eloi, Poitiers              |
| 03.05.2011 | 29e journée | Cholet – Poitiers               | 72 - 66 | La Meilleraie, Cholet                   |
| 10.05.2011 | 30e journée | Poitiers – Hyeres-Toulon        | 85 - 73 | Salle Saint-Eloi, Poitiers              |

Au cours de cette saison, le club connaît plus de difficultés que lors de sa première saison en Pro A et ne se maintient finalement qu’à la dernière journée après sa victoire à domicile contre Hyères-Toulon 85-73. Avec un bilan de 12 victoires pour 18 défaites le club termine la saison à la 14e place.